# نيوبايب
نيوبايب (بالإنجليزية: NewPipe) هو تطبيق مشغل وسائط حر ومفتوح المصدر يشتهر بكونه عميل يوتيوب غير رسمي. وهو متوفر في مستودع برامجيات إف-درويد، وفي مستودع F-Droid الخاص بـ نيوبايب، أو في صفحة إصدارات غيت هب. ومتاح فقط لأجهزة أندرويد، ويمكن استخدامه كبديل لتطبيق يوتيوب الرسمي.

## تاريخ النُسخ
تم إصدار نيوبايب في الأصل كإصدار 0.3 في 4 سبتمبر 2015 وأُنشئ بواسطة كيرستين شَيباسبجر (بالإنجليزية:Christian (Schabesberger. تشمل التحديثات البارزة:
- البحث عن مقاطع فيديو يوتيوبب وتشغيلها (منذ 0.3)
- تنزيل مقاطع الفيديو والصوت (منذ 0.3)
- تشغيل صوت الفيديو فقط (منذ 0.4.1)
- إظهار مقاطع فيديو مماثلة (منذ 0.6)
- دعم عرض قنوات يوتيوب (منذ 0.8.5)
- مشغل منبثق (منذ 0.8.12)، (يمكن تغيير حجمه منذ 0.9.5)
- اشتراكات القناة عبر آر إس إس (منذ 0.10.0) دعم عرض المواقع مثل قسم «المحتويات الشائعة» في يوتيوب (منذ 0.11.0)
- دعم ساوند كلاود (منذ 0.11.5)
- قوائم التشغيل المحلية والترجمات (منذ 0.12.0)
- البث المباشر على يوتيوب واستيراد وتصدير الاشتراكات (منذ 0.13.0)
- دعم ميديا سي سي سي (بالإنجليزية: MediaCCC) (منذ 0.16.0)
- عرض التعليقات (وليس الردود على التعليقات) (منذ 0.16.0)
- استئناف التدفقات حيث تم إيقافها آخر مرة (منذ 0.17.0)
- دعم بيرتيوب (منذ 0.18.0)
- دعم أندرويد تي في بسيط (منذ 0.19.3)
- دعم باندكامب (منذ 0.21.0)

## التقنية
لا تستخدم نيوبايب واجهة برمجة تطبيقات يوتيوب الرسمية، ولكنه بدلاً من ذلك يقوم استخلاص موقع الويب للفيديو والبيانات الوصفية مثل الإعجابات وعدم الإعجاب والمشاهدات. يتم ذلك عن قصد لتقليل كمية البيانات التي تتم مشاركتها مع جوجل. يُطلق على أداة تجريف الويب اسم نيونايب-إكستراتور (بالإنجليزية: NewPipe-Extractor) وتعني بالعربية مستخرج-نيوبايب وهي مشروع قائم بذاته. يتم استخدامها أيضًا في تطبيق سكاي تيوب (بالإنجليزية: SkyTube) الحر والمفتوح المصدر. عندما يتم تحديث الواجهة الخلفية لـ يوتيوب بطريقة تجعلها غير متوافقة مع نيوبايب، يفشل تحميل مقاطع الفيديو مع ظهور أخطاء «تعذر فك تشفير عنوان URL للفيديو»  حتى يدعم تحديث نيوبايب التحديث السابق تم تحرير النهاية ومع ذلك، سيتكرر عدم التوافق عندما يتم تحديث الواجهة الخلفية لـ YouTube في المرة القادمة.
في الإصدارات الأحدث من التطبيق، يدعم المستخرج «نيونايب-إكستراتور» يوتيوب وساوند كلاود و ميديا سي سي سي MediaCCC وبيرتيوب. ومع ذلك، فإنساوند كلاود وميديا سي سي سي وبيرتيوب في مرحلة تجريبية لذا فقد لا تعمل دائمًا بشكل صحيح. قال فريق التطوير إن تركيزهم الرئيسي لمزيد من التطوير سيكون ليوتيوب حتى الإصدار 2.0.0. 
نظرًا للطريقة التي يصل بها نيوبايب إلى يوتيوب دون استخدام واجهة برمجة التطبيقات أو عرض الإعلانات، فإنه يتعارض مع شروط خدمة جوجل - مالكة يوتيوب - إذا كان متاحًا على متجر جوجل بلاي.

## التفرعات
كان أحد طلبات الميزات التي طلبها المستخدمون مرارًا وتكرارًا هو تضمين اسبونسر بلوك (بالإنجليزية SubsorBlock)، وهي تقنية حرة ومفتوحة المصدر من شأنها أن تسمح لتطبيق نيوبايب بتخطي (أي حظر) المقاطع الدعائية من الفيديو تلقائيًا. ومع ذلك، تم رفض طلب الميزة هذا  قِبل مطوري نيوبايب، مع توضيح السبب الأساسي على أنه دعم المبدعين بـ «الإعلان الأخلاقي». ومع ذلك، أدى ذلك إلى إنشاء تفريعة لـ نيوبايب متضمن فيها دعم أسبونسر بلوك لحجب الراعي في الفيديو.

## روابط خارجية
- الموقع الرسمي
- حزمة نيوبايب لأندرويد في مستودع إف-درويد
- NewPipe على غيت هاب